# Carola Woerishoffer
Carola Woerishoffer (agosto de 1885 — 11 de septiembre de 1911) fue una activista laboral estadounidense y trabajadora del Movimiento settlement.

## Educación y primeros años
Emma Carola Woerishoffer nació en la ciudad de Nueva York, hija del banquero de origen alemán Charles Frederick Woerishoffer y su esposa Anna Uhl Woerishoffer. Su abuela era la periodista y filántropa Anna Ottendorfer. En 1886, su padre murió, dejándole una cuantiosa herencia. Asistió a la Brearley School y a la universidad Bryn Mawr, estudiando economía y filosofía.

## Activismo
Después de acabar la universidad en 1907, Woerishoffer se convirtió en una residente y miembro de la junta de directores en el settlement de Greenwich House. Financió el Comité sobre la Congestión de Población, y la Exposición de la Congestión en Nueva York (1908). Se unió a la Liga Sindical de Mujeres y donó miles de dólares a su trabajo; activa en la Liga de Consumidores de Nueva York, dirigía la tienda de Etiquetas de la Liga; en 1909 trabajó encubierta en una lavandería cuatro meses, para recopilar información sobre condiciones laborales peligrosas. Testificó sobre sus experiencias ante una comisión de trabajo del estado de Nueva York más tarde el mismo año. Participó en la Huelga de las camiseras de Nueva York de 1909, acompañando a las huelguistas arrestadas a los tribunales; se estima que  pagó la fianza de más de 200 mujeres huelguistas, y donó al fondo de huelga del sindicato.

## Carrera y muerte
En 1910, el dinero de Woerishoffer ayudó a establecer la Agencia Estatal de Industrias e Inmigración del estado de Nueva York. Pasó el examen del Servicio Civil para trabajar como detective especial para la agencia. Formó parte  de la investigación tras el incendio en la fábrica Triangle Shirtwaist. Mientras viajaba a un campo de trabajos forzados por su trabajo en 1911, murió en un accidente de automóvil cerca de Cannonsville, Nueva York. Tenía 26 años . Entre los oradores en el funeral de Woerishoffer se encontraban Edwin Robert Anderson  Seligman, Florence Kelley, Helen Marot, Mary Kingbury Simkhovitch, George McAneny, y M. Carey Thomas. Al año siguiente, sus compañeras de clase en Bryn Mawr e Ida M. Tarbell reunieron y publicaron un tributo biográfico a Woerishoffer. Su patrimonio donó $750,000 a su alma mater; se usó para establecer el departamento de graduado de Economía Social e Investigación Social de Bryn Mawr.
Su sobrino era el coleccionista de arte Antoine Seilern.